# Partido de la Unión Republicana

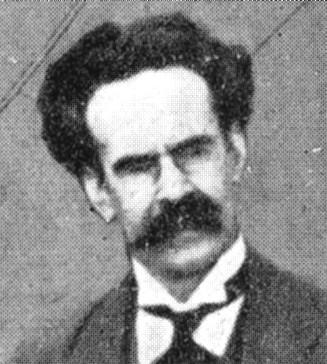
Manuel de Brito Camacho, el líder del Partido de la Unión Republicana

El Partido de la Unión Republicana, comúnmente conocido como la Unión Republicana, fue un partido político portugués, que existió durante la Primera República Portuguesa.
Este partido político resultó de la primera secesión del Partido Republicano Portugués, junto con el Partido Evolucionista y el Partido Democrático, que reclamó ser el heredero oficial del Partido Republicano Portugués. Se convirtió en un nuevo partido político el 26 de febrero de 1912, dos días después que el Partido Evolucionista.
De los tres grandes partidos nacidos de la desintegración del Partido Republicano Portugués, el Partido de la Unión Republicana (Unionistas) fue el que se quedó ideológicamente más a la derecha.

## Historia
En las elecciones parlamentarias de 1915 (las primeras después de las elecciones a la asamblea constituyente de 1911) el partido consiguió 15 escaños en la Cámara de los Diputados y 11 en el Senado. Así, la Unión Republicana surgió como la tercera fuerza política más fuerte, por detrás del Partido Democrático y del Partido Evolucionista.
En un principio, el partido apoyó el gobierno izquierdista de Afonso Costa, pero retiró su apoyo poco después. El partido se opuso vehementemente a la «Unión Sagrada» formada tras el acuerdo de coalición entre el Partido Evolucionista y el Partido Democrático, particularmente en relación con la participación de Portugal en la Primera Guerra Mundial.
El partido apoyó inicialmente el golpe de Estado del 5 de diciembre de 1917, liderado por Sidónio Pais, con objetivos de naturaleza presidencialista y predominantemente conservadora, y que, en gran parte, fue una respuesta al gobierno de coalición de la «Unión Sagrada». Sin embargo, la Unión Republicana pronto se dio cuenta de que el gobierno de Sidónio Pais tomaba rumbos no deseados por el partido, este le retiró su apoyo y abandonó el gobierno.
En 1919, tras el asesinato de Sidónio Pais, su régimen presidencialista fue derribado. Después de la dimisión de Manuel de Brito Camacho del liderazgo de la Unión Republicana, de su nombramiento para el puesto de Alto Comisionado de la República en Mozambique y de la elección del líder del Partido Evolucionista (António José de Almeida) a la Presidencia de la República, la Unión Republicana finalmente se unió con el Partido Evolucionista en una nueva agrupación política de derechas (el Partido Republicano Liberal) con el fin de disputar el espacio de gobierno al Partido Democrático.